# Grupo Grimm

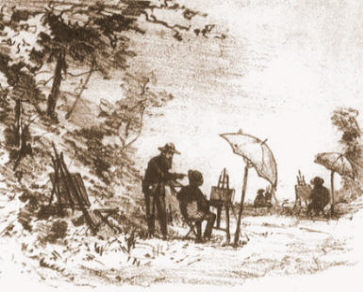
Grupo Grimm (1888) Lithografie von Angelo Agostini

O Grupo Grimm, englisch the Grimm group  und deutsch die Gruppe Grimm genannt, war eine Künstlergruppe in Brasilien, die nie formal gegründet wurde, zu ihrer kurzen Wirkungszeit zwischen etwa 1883 und Anfang 1885 nie diesen Namen trug und sich dementsprechend auch nicht formell auflöste. Sie war dennoch äußerst wichtig für die Öffnung der traditionalistischen brasilianischen Malerei hin zur Moderne. Den Namen gaben ihr posthum Kulturforscher, die Wirkung und Einfluss der Mitglieder zusammenfassend beschreiben und einordnen wollten.

## Johann Georg Grimm

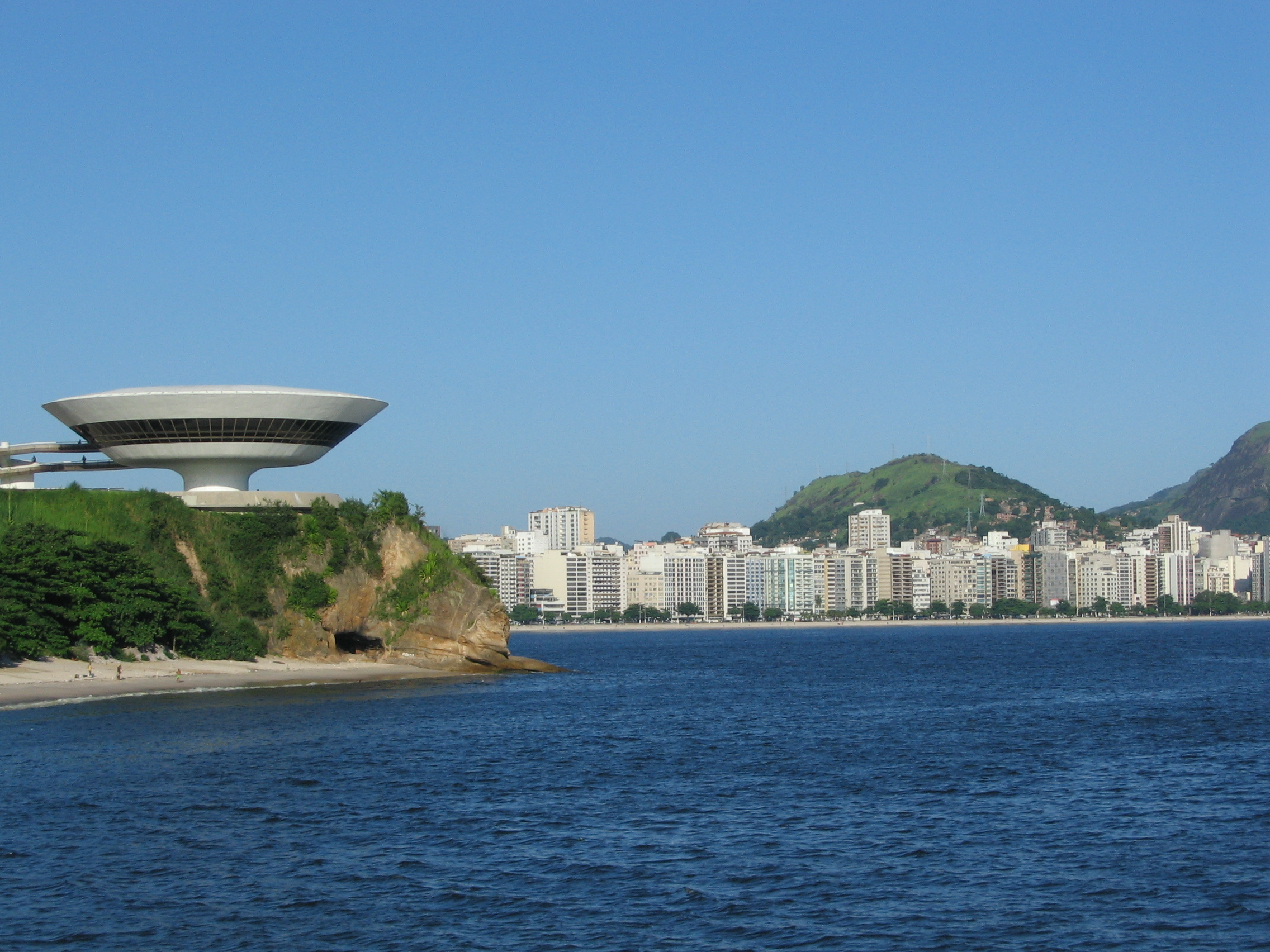
Blick von Rio auf Niteroi heute
links das Museu de Arte Contemporanea

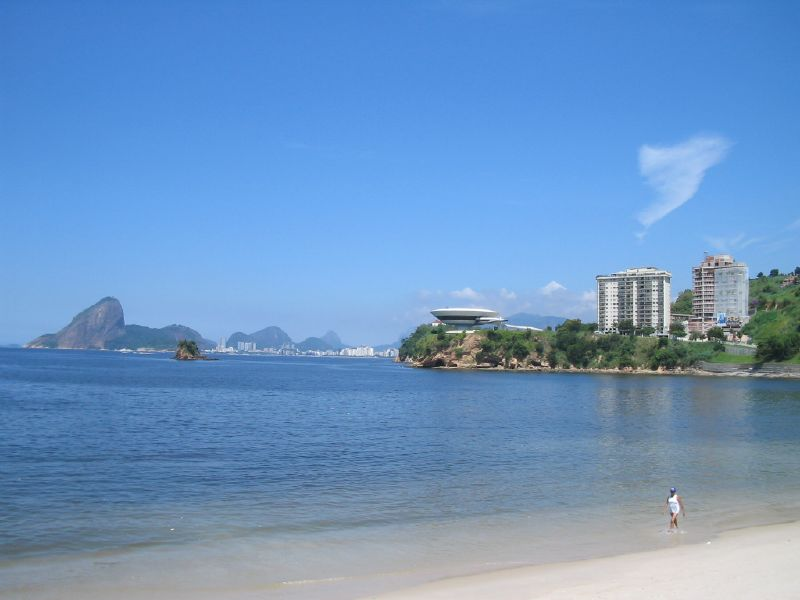
Strand von Icaraí im Stadtteil Niterói, Blick auf Rio

Der im August 1877 nach Brasilien gekommene deutsche Landschaftsmaler Johann Georg Grimm (* 1846; † 1887) hatte mit seinen Bildern, die er überwiegend auf seinen Reisen durch den Mittelmeerraum 1872–1877 geschaffen hatte, auf einer öffentlichen Kunstausstellung im März 1882, die von der Sociedade Propagadora das Belas Artes im Liceu de Artes e Ofícios in Rio de Janeiro durchgeführt wurde, großes Aufsehen erregt. Aufgrund des gewaltigen Erfolgs und durch Intervention des brasilianischen Kaisers Dom Pedro II. erhielt er eine Gastprofessur auf dem vakanten Lehrstuhl für Landschaftsmalerei der Kaiserlichen Akademie der Schönen Künste (Academia Imperial de Belas Artes, AIBA) in Rio de Janeiro. Grimm begann seinen Unterricht im Juni 1882 und scharte dabei Studenten um sich, die später zu einer brillanten Malergenerationen der brasilianischen Kunst im ausgehenden 19. und Anfang des 20. Jahrhunderts heranwuchsen.

## Freilicht- versus Ateliermalerei
Grimms Unterrichts- und Malweise „en Plein Air“ stand im Gegensatz zur traditionellen Ateliermalerei der Kunsthochschule AIBA. Ständige Auseinandersetzungen mit der Akademieleitung und seinen konservativ orientierten Kollegen waren die Folge. Als man seine Bemühungen um eine Festanstellung als Professor ablehnte, kündigte er Mitte 1884 seine Stelle. Mit ihm verließen auch seine treuesten Mitschüler die Akademie und zogen an den Strand von „Boa Viagem“ (daher auch Escola da Boa Viagem genannt) in Niterói und setzten unter Leitung des Meisters die Studien der Freilichtmalerei fort.
Levy bezeichnet diese Episode als Höhepunkt der Geschichte der „Grupo Grimm“.

## Escola da Boa Viagem
Im August 1884, kurz nach dem Auszug aus der AIBA, hatten Grimm und seine Jünger mit ihren Werken auf der wichtigsten Kunstausstellung in der Zeit der Monarchie, der Exposição Geral de Belas Artes, einen überwältigenden Erfolg. Neben Grimm, der eine erste Goldmedaille erhielt, wurden fast alle Mitglieder der „Grupo Grimm“ mit Goldmedaillen und ehrenvollen Erwähnungen bedacht.
Die Gruppe arbeitete etwa ein halbes Jahr lang an den Stränden in Niterói und dann im Januar/Februar 1885 zum letzten Mal in den Bergen von Teresópolis (Hinterland des Bundesstaates Rio de Janeiro).
Danach löste sich der Künstlerkreis auf. Grimm selbst bereiste für verschiedene Auftragsarbeiten erneut den Bundesstaat Minas Gerais. Seine Schüler gingen ihre eigenen Wege.

## Mitglieder
Der künstlerische Kern der O grupo Grimm bestand aus Schülern Grimms, die später in der brasilianischen Kunstszene und darüber hinaus Berühmtheit erlangten:
- Der Brasilianer Antônio Parreiras (1860–1937),
- der Italiener Giovanni Battista Castagneto (1851–1900)[5],
- der Spanier Domingo García y Vásquez (um 1859–1912),
- der französischstämmige Hipólito Boaventura Caron (1862–1892),
- der renommierte Schriftsteller und Bühnenautor Joaquim José da França Júnior (1838–1890),
- und der Portugiese Francisco Joaquim Gomes Ribeiro (um 1855–um 1900).

Freundschaftlich und aktiv eng verbunden waren mit der Gruppe auch der spätere Stillebenspezialist Estêvão Silva und Thomas Georg Driendl. Letzterer stammte ebenfalls aus Bayern und unterstützte Grimm während seiner Zugehörigkeit zu dem künstlerischen Kern auch organisatorisch und vertrat den „Meister“ bei dessen Abwesenheit. Später arbeitete er erfolgreich als Architekt in Rio.

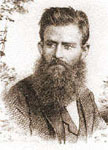
Johann Georg Grimm 1888 von Angelo Agostini
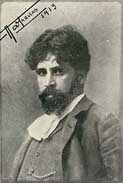
Antônio Parreiras 1913
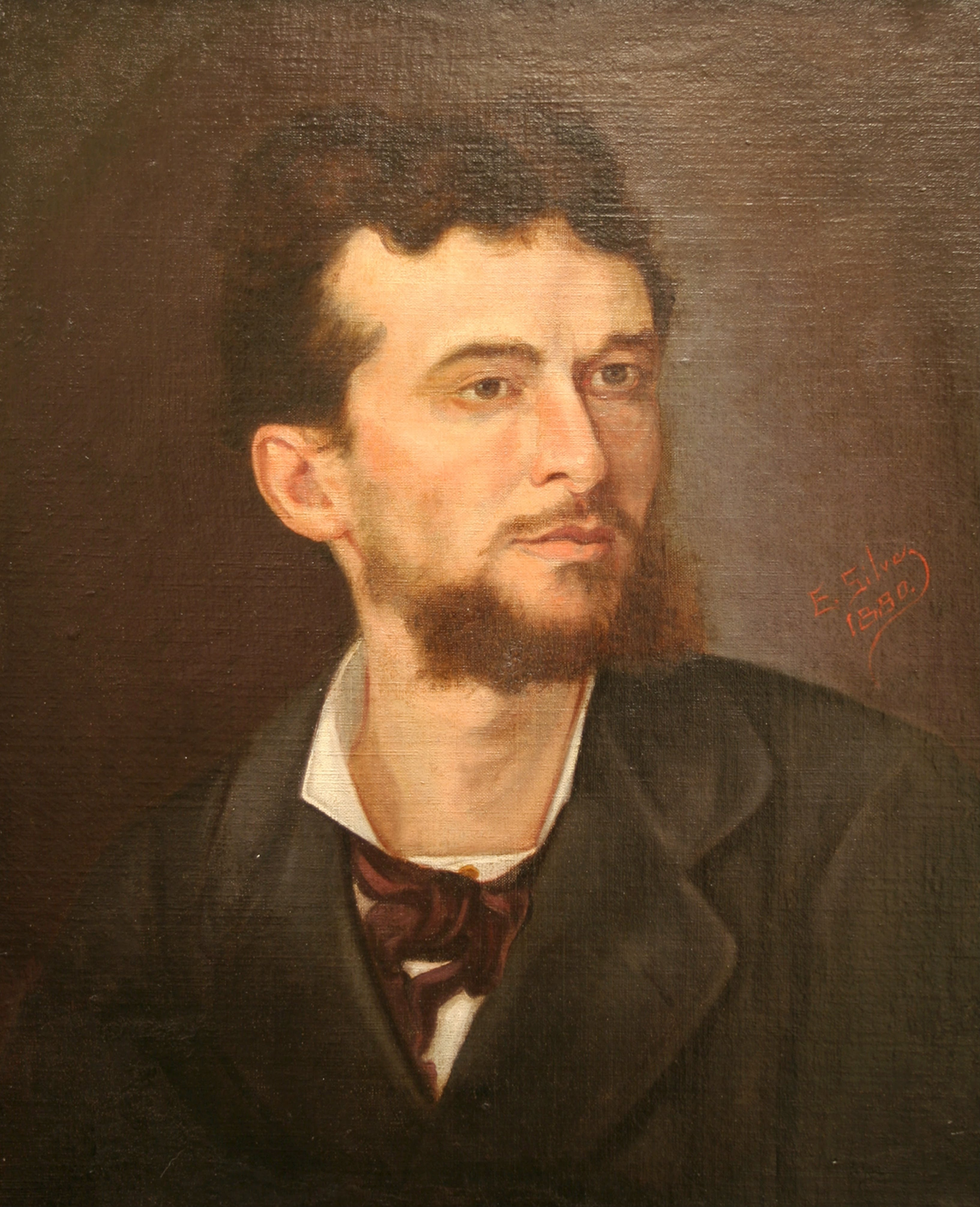
Giovanni Battista Castagneto 1880, von Estêvão Silva
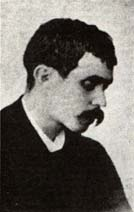
Domingos García y Vásquez
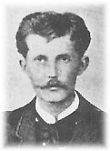
Hipólito Boaventura Caron
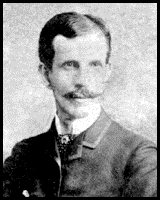
Joaquim José da Franca Júnior
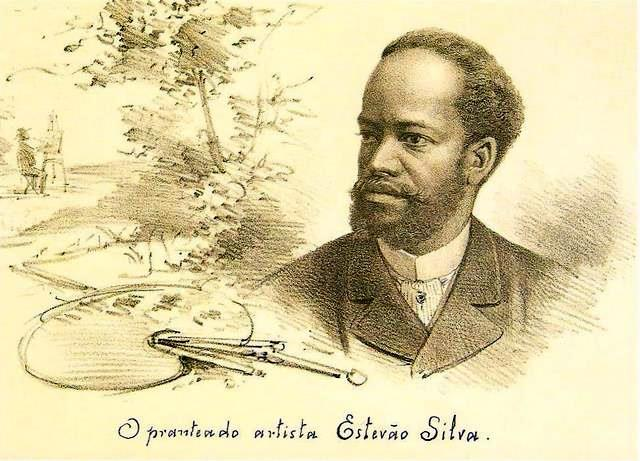
Estêvão Silva 1891
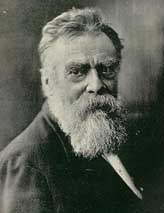
Thomas Georg Driendl

## Wirkung
„Diese ‚Grupo Grimm‘ war bald Meinungsführer in der brasilianischen Kunstszene und setzte wesentliche Akzente für die Malerei in Brasilien im letzten Viertel des 19. Jahrhunderts.“

„Aus zahlreichen Gründen wurde die Bildung der Gruppe Grimm eines der bedeutendsten Ereignisse in der Entwicklung der brasilianischen Kunst während des 2. Kaiserreiches. Obgleich sich viele andere deutsche Künstler im Laufe des 19. Jahrhundert in Brasilien aufhielten […], konnte kein anderer Europäer die Geschichte der Kunst in Brasilien derart stark beeinflussen wie Johann Georg Grimm.“